# Marash Kumbulla
Marash Kumbulla, född 8 februari 2000 i Peschiera del Garda, är en albansk fotbollsspelare som spelar för Roma. Han representerar även det albanska landslaget.

## Klubbkarriär
Den 17 september 2020 lånades Kumbulla ut av Hellas Verona till Roma med en obligatorisk köpoption vid slutet på låneavtalet. Han skrev på ett kontrakt fram till juni 2025 med Roma.

## Landslagskarriär
Kumbulla föddes i Italien till föräldrar av albansk härkomst. Kumbulla debuterade för Albaniens landslag den 14 oktober 2019 i en 4–0-vinst över Moldavien, där han blev inbytt i den 89:e minuten mot Ardian Ismajli.